# 倪麗雅
倪麗雅（Lia Neal，1995年2月13日—）是美國自由泳運動員，生於紐約市布魯克林區的基層家庭，父親是非裔美國人Rome Neal，母親是香港人移民鄧秀芬，他們分別於1950年代和1970年代移民美國。

## 簡歷
倪麗雅擁有非洲裔的臉孔，能夠講流利的粵語、普通話和英語，閒時會逛唐人街，喜歡中國文化和中菜。
她的父親是爵士樂樂手，曾經居於南卡羅萊納州，因為種族歧視嚴重遂移居紐約，並且認識了來自香港的鄧秀芬。倪麗雅5歲開始學習游泳，小時候於紐約曼哈頓的一所女子學校就讀，是游泳隊Asphalt Green Unified Aquatics的成員。
2007年，倪麗雅打破了美國100米自由泳紀錄兼取得冠軍。

### 2012年奧運
在2012年倫敦奧運會中，她在資格賽中以54秒33，第4名成績完成100米自由泳賽事，順利晉級至奧運的4×100米的自由泳接力賽。
在7月28日英國時間20:43舉行的決賽裡，倪麗雅與隊友蜜茜·富兰克林、謝茜嘉·哈迪和艾莉森·施米特以3分34秒24的第3名成績奪得銅牌，刷新美國紀錄。
8月初，她完成奧運返回美國紐約後，市政府舉行了歡迎會，紐約市長彭博稱她是「紐約的驕傲」，也有人說她是「布魯克林區的榮譽」。

## 外部連結
- 倪麗雅在国际奥林匹克委员会的资料
- Lia Neal 泳隊隊員資料 （英文）
- 倪麗雅部落客（博客）（页面存档备份，存于）（英文）